# Огано
Огано (яп. 小鹿野町 Огано-мати) — посёлок в Японии, находящийся в уезде Титибу префектуры Сайтама. Площадь посёлка составляет 171,45 км², население — 12 468 человек (1 августа 2014), плотность населения — 72,72 чел./км².

## Географическое положение
Посёлок расположен на острове Хонсю в префектуре Сайтама региона Канто. С ним граничат город Титибу, посёлок Канна и село Уэно.

## Население
Население посёлка составляет 12 468 человек (1 августа 2014), а плотность — 72,72 чел./км². Изменение численности населения с 1980 по 2005 годы:
| 1980 | 16 190 чел. |  |
| 1985 | 16 118 чел. |  |
| 1990 | 15 919 чел. |  |
| 1995 | 15 628 чел. |  |
| 2000 | 15 061 чел. |  |
| 2005 | 14 479 чел. |  |